# HC Agordo
Der HC Agordo (auch Agordo Hockey) ist ein italienischer Eishockeyverein aus Agordo, dessen Frauenmannschaft mit zehn Meistertiteln zu den erfolgreichsten Mannschaften des Landes gehört.

## Geschichte
Der HC Agordo nimmt mit seiner Frauenmannschaft seit 1990 an der Serie A femminile teil und gewann die italienische Meisterschaft insgesamt zehn Mal: 1992–1994, 1996, 2001–2003 sowie 2007–2009. 2004 war der HC Agordo Gründungsmitglied der Elite Women’s Hockey League, einer multinationalen Eishockeyliga, und nahm bis 2010 am Spielbetrieb dieser Liga teil. Die beste Platzierung errang der Verein dabei mit dem dritten Platz in der Premierensaison.
2008 und 2009 qualifizierte sich der Verein als italienischer Meister für den IIHF European Women Champions Cup. Schied das Team 2008 noch in der Vorrunde aus, erreichte es ein Jahr später die Zwischenrunde, in der es aufgrund von drei Niederlagen gegen den OSC Berlin, Aisulu Almaty und die Espoo Blues ausschied.
Die Herrenmannschaft war Anfang der 1990er Jahre in der Serie B2, der vierten Spielklasse, aktiv.